# جيم بالمر (كرة سلة)
جيم بالمر (بالإنجليزية: Jim Palmer)‏ مواليد 8 يونيو 1933 في فرجينيا - الوفاة 16 سبتمبر 2013، كان لاعب كرة سلة أمريكي. بدأ مسيرته الاحترافية في سنة 1957. تم اختياره من قبل فريق أتلانتا هوكس خلال الدرافت. بلغ طوله 6 قدم 8 بوصة (2.0 م). اعتزل اللعب في 1962. لعب مع سكرامنتو كينغز ونيويورك نيكس.

## روابط خارجية
- جيم بالمر على موقع إن بي أي (الإنجليزية)
- جيم بالمر على موقع سبورتس رفرنس (الإنجليزية)
- جيم بالمر على موقع كلية كرة السلة في سبورتس رفرنس.كوم (الإنجليزية)
- جيم بالمر على موقع ريلجم (الإنجليزية)
- جيم بالمر على موقع بروبوليرز (الإنجليزية)